# Municipio Challapata
Das Municipio Challapata ist ein Verwaltungsbezirk im Departamento Oruro im Hochland des südamerikanischen Anden-Staates Bolivien.

## Lage im Nahraum
Das Municipio Challapata ist das nördliche der beiden getrennt voneinander liegenden Municipios der Provinz Eduardo Avaroa. Es grenzt im Nordwesten an die Provinz Poopó, im Westen an die Provinz Sud Carangas, im Süden an die Provinz Sebastián Pagador und im Osten und Nordosten an das Departamento Potosí.
Der zentrale Ort des Municipios ist die Kleinstadt Challapata mit 12.684 Einwohnern (Volkszählung 2012) ganz im westlichen Tel des Municipios.

## Geographie
Das Municipio Challapata liegt am östlichen Rand des bolivianischen Altiplano vor der Cordillera Azanaques, die ein Teil der Gebirgskette der Cordillera Central ist. Das Klima der Region ist ein typisches Tageszeitenklima, bei dem die Temperaturunterschiede im Tagesverlauf deutlicher ausfallen als im Jahresverlauf.
Die mittlere Durchschnittstemperatur in den Tälern der Region liegt bei 8–9 °C (siehe Klimadiagramm Challapata) und schwankt zwischen 4 °C im Juni und Juli und 11 °C im Dezember. Der Jahresniederschlag beträgt knapp 350 mm, bei einer ausgeprägten Trockenzeit von April bis Oktober mit Monatsniederschlägen unter 15 mm, und nennenswerten Niederschlägen nur von Dezember bis März mit 60 bis 80 mm Monatsniederschlag.

## Bevölkerung
Die Einwohnerzahl ist zwischen 1992 und 2024 um fast drei Viertel angestiegen:
| Jahr | Einwohner | Quelle       |
| ---- | --------- | ------------ |
| 1992 | 20.882    | Volkszählung |
| 2001 | 24.370    | Volkszählung |
| 2012 | 29.265    | Volkszählung |
| 2024 | 35.339    | Volkszählung |

Die Bevölkerungsdichte des Municipios bei der letzten Volkszählung von 2024 betrug 14,87 Einwohner/km², der Anteil der städtischen Bevölkerung im Jahr 2001 war 31,5 Prozent, die Lebenserwartung der Neugeborenen lag bei 53,7 Jahren.
Der Alphabetisierungsgrad bei den über 19-Jährigen beträgt 73 Prozent, und zwar 86 Prozent bei Männern und 60 Prozent bei Frauen (2001).

## Politik
Ergebnis der Regionalwahlen (concejales del municipio) vom 4. April 2010:
| Wahlberechtigte |  | Stimmen | gültig |  | MAS-IPSP | MSM    |
| --------------- |  | ------- | ------ |  | -------- | ------ |
| 14.269          |  | 11.967  | 7.632  |  | 4.526    | 3.106  |
|                 |  | 100 %   | 63,8 % |  | 59,3 %   | 40,7 % |

Ergebnis der Regionalwahlen (elecciones de autoridades políticas) vom 7. März 2021:
| Wahl- berechtigte |  | Wahl- beteiligung | gültige Stimmen |  | MAS-IPSP | BST     | PP     | UN SOL PARA ORURO | MTS    | C-A    |
| ----------------- |  | ----------------- | --------------- |  | -------- | ------- | ------ | ----------------- | ------ | ------ |
| 19.161            |  | 16.243            | 13.339          |  | 7.693    | 3.345   | 562    | 483               | 364    | 245    |
|                   |  | 84,77 %           | 82,12 %         |  | 57,67 %  | 25,08 % | 4,21 % | 3,62 %            | 2,73 % | 1,84 % |

## Gliederung
Das Municipio untergliedert sich in die folgenden vier Kantone (cantones):
- 04-0201-01 Kanton Challapata
- 04-0201-02 Kanton Culta
- 04-0201-03 Kanton Ancacato
- 04-0201-04 Kanton Huancané

## Ortschaften im Municipio Challapata
- Kanton Challapata
  - Challapata 12.684 Einw. – Kakachaca 432 Einw. – Pequereque 148 Einw. – Andamarca Crucero 89 Einw. – Irunzata 66 Einw. – Cachuyo 50 Einw. – Cututu 43 Einw. – Vintuta 25 Einw.

- Kanton Culta
  - Cruce Culta 1520 Einw. – Thola Palca 27 Einw.

- Kanton Ancacato
  - Ancacato 352 Einw.

- Kanton Huancané
  - Huancané 299 Einw.